# Witte grasmineermot
De witte grasmineermot (Elachista argentella) is een vlinder uit de familie grasmineermotten (Elachistidae). De spanwijdte bedraagt tussen de 11 en 12 millimeter. De soort overwintert als rups.

## Waardplanten
De witte grasmineermot heeft leden van de grassenfamilie als waardplanten. De soort is een bladmineerder.

## Voorkomen in Nederland en België
De witte grasmineermot is in Nederland en in België een vrij algemene soort. De soort kent één generatie, die vliegt van mei tot en met juli.

## Afbeeldingen

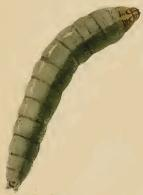
larve
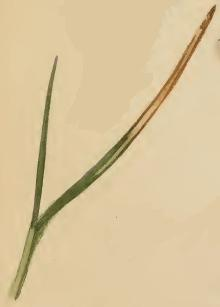
gemineerd blad van Bromus erectus
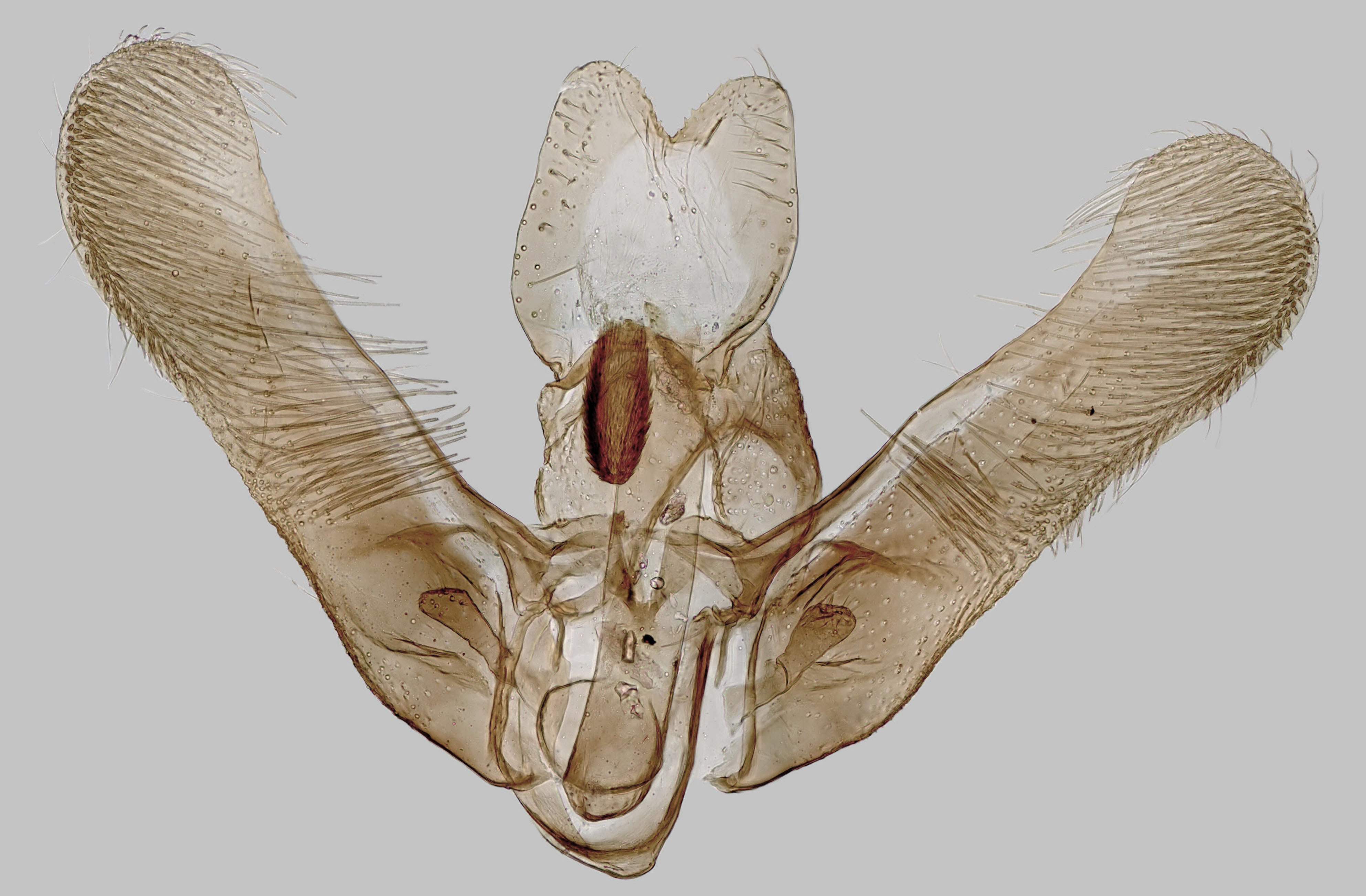
genetalia